# Segunda Casa Profesa de Madrid
La conocida como Segunda Casa profesa de la Compañía de Jesús en Madrid fue un edificio que albergó la casa profesa de Madrid desde 1627 hasta la expulsión de la Compañía de España en 1767.

## Historia

### Antecedentes
El antecedente directo se encuentra en la fundación de la casa profesa de Madrid en un edificio situado en la parte más al oeste de la calle del Prado, cerca de la casa y huerta que el duque de Lerma, patrono de la casa profesa. Esta primera casa profesa había sido inaugurada en 1617 y su patrono, Francisco de Sandoval, I duque de Lerma y valido de Felipe III consiguió traer a esta nueva casa profesa los restos de su abuelo Francisco de Borja quien había sido IV duque de Gandía y III general de los jesuitas desde (1565-1572).
A mediados de la década de 1620 se hizo evidente la pequeñez de la primera casa profesa. La beatificación de Francisco de Borja en 1624 hizo que fuese más necesaria la necesidad de trasladar la casa profesa a un edificio más capaz.

### Desarrollo
En 1623 la Compañía compró una casa que entonces estaba destinada a mesón en la plaza de los Herradores, al norte de la Plaza Mayor de Madrid (que había sido inaugurada en 1622). Esa propiedad sería el germen de la nueva casa profesa que se encontraba ya terminada provisionalmente el 10 de mayo de 1627 día en el que se trasladó el Santísimo Sacramento. 
El desarrollo posterior de la casa profesa se completaría con la adquisición por donación o compra de otras 30 propiedades alrededor de las casas originales en un proceso que sería completado en 1727.
Siguiendo la tradición jesuítica, la casa profesa fue sede de varias congregaciones como la Congregación de Nuestra Señora de la Natividad, fundada en 1630.
La iglesia y el resto de la casa profesa fue destruida en 1837 como resultado de las medidas desamortizadoras.

## Descripción
Lorenzo Magalotti, secretario de Cosme de Médicis, príncipe heredero de Toscana, durante el viaje de este a España, describió la casa profesa con ocasión de la visita que ambos realizaron el 20 de octubre de 1668: 
Después de comer fue Su Alteza [Cosme de Médicis] a visitar la iglesia de los Jesuitas delante de la casa del conde de Molina, que entre las casas de Madrid puede pasar por palacio bastante razonable. La indicada iglesia tiene la fachada de piedra berroqueña levantada hasta todo el primer orden con dibujo muy noble y majestuoso. Dentro hay un pórtico, al cual se abren las tres puertas de la fachada. La iglesia es una cruz muy grande con pilastras de un nuevo orden por la mezcolanza impropia del dórico y del corintio. La bóveda está adornada con cornisamentos de estucos pintados al fresco. Las capillas abiertas en los muros de la nave principal son suficientemente grandes. La cúpula no es de media naranja, pero tiene su tambor iluminado con numerosas ventanas. Pero la bóveda descansa de una manera desdichada.
De la iglesia subió Su Alteza a la librería atravesando una parte de las habitaciones de los padres, que son muy modestas. La librería ocupa una buena estancia cuadrada cubierta por una bóveda de arista, y sobre el primer orden de la estancia se extiende una galería con su balaustrada de madera pintada de negro. El rector estaba fuera por lo que Su Alteza fue acompañada por el padre Fresneda, predicador del rey, al que tenía en mucha estima.
La iglesia de la casa profesa estuvo dedicada a Francisco de Borja (que era beato en el momento del traslado y en 1673 fue canonizado). La última de la iglesias que tuvo este casa profesa contaba con una sola nave sobre una extraña planta asimilada a una cruz latina, pero que contaba con sendas cuatro capillas laterales pareadas a la altura del crucero, dispuestas describiendo una cruz de San Andrés. Sobre este crucero se levantaba una cúpula de planta elíptica.